# Vidau
Vidau  je priimek več znanih Slovencev:
- Jožef Vidau (1904—1983), slovenski rimskokatoliški duhovnik v hrvaški Istri
- Marija Vidau (*1942), kostumografinja
- Zaira Vidau, sociologinja, strokovnjakinja za etnično in manjšinsko problematiko